# Культура Соломоновых Островов
Культура Соломоновых Островов отражает степень дифференциации и разнообразия между группами, живущими в архипелаге Соломоновых островов, который находится в пределах Меланезии в Тихом океане, с народами, отличающимися островами, языком, топографией и географией. Культурная зона включает в себя национальное государство Соломоновы Острова и остров Бугенвиль, который является частью Папуа-Новой Гвинеи.
Соломоновы Острова включают в себя некоторые культурно-полинезийские общества, которые находятся за пределами основного региона полинезийского влияния, известного как полинезийский треугольник. На Соломоновых островах есть семь внешних полинезийских обществ: Анута, Беллона, Онтонг-Ява, Реннелл, Сикаиана, Тикопия и Таумако.

## Традиционная культура
В традиционной культуре Соломоновых островов вековые обычаи передаются от поколения к поколению, предположительно от самих предков, для формирования культурных ценностей Соломоновых островов.

### Tepukei(океанские каноэ)
Некоторые полинезийские общества восточных Соломоновых островов создали океанские каноэ, известные как tepukei. В 1966 году немецкий антрополог Герд Кох провел исследование в заливе Грасиоза на острове Нендо в группе островов Санта-Крус и на Пилени и Фенуалоа на островах Риф и вернулся с документальным фильмом, фото- и аудиоматериалами. Фильмы, которые закончил Koch, в настоящее время хранятся в Немецкой национальной научно-технической библиотеке (TIB) в Ганновере.
Он привез в Этнологический музей Берлина последний ещё сохранившийся tepukei с островов Санта-Крус.

## Язык
На архипелаге Соломоновых островов используют от шестидесяти до семидесяти языков, в отличие от национального государства Соломоновы Острова (где в качествеЛингва франка используют Пиджин Соломоновых Островов, а официальным является английский), которое охватывает меньшую территорию.

## Современная культура
На современных Соломоновых островах, как и везде в Меланезии, кастом является ядром утверждения традиционных ценностей и культурных практик в современном контексте. Например, Kastom Gaden Association выступает за выращивание и употребление традиционных продуктов питания, а не импортных.

## Известные фигуры
Известными фигурами в современной культуре Соломоновых островов являются художник Ake Lianga, известный своими картинами и росписью по всей Океании. и музыкант Sharzy, который исполняет композиции на родном языке, и, как его описали в The Guardian, является одной из «живых национальных икон» Соломоновых Островов.

## Кухня
Кухня Соломоновых островов развилась на протяжении 5000 лет обитания. От испанцев острова получали скот, от азиатов и индейцев различные специи, экзотические овощи и фрукты.
Позднее Острова были колониями англичан, которые оставили свой кулинарный след. Основными занятиями местных жителей являются рыболовство и сельское хозяйство, поэтому в местную кухню входят рыба, кокосы, маниок, сладкий картофель и большое разнообразие фруктов и овощей.
Приготовление пищи включает выпекание, варку и жарку. Специальные блюда готовятся с использованием всевозможных ингредиентов. Рыба является основным блюдом в кухне Соломоновых островов. Обычно мясо готовят и подают со сладким картофелем, рисом, корнями таро, маниокой, листьями таро и многими другими овощами. Помимо местной традиционной кухни, в любом ресторане или домашнем хозяйстве этой страны можно легко найти множество блюд европейской и азиатской культуры.

### Известные блюда
Отличительные блюда Соломонов включают в себя:
Ulu (хлебное дерево), можно подавать к любому блюду
Бананы и другие экзотические фрукты, запанированные в жемчужную маниоку и поданные со взбитыми сливками или карамелью.
Пои, приготовленный из ферментированных корней таро; являлся главным блюдом во время любого праздника обитателей Соломоновых островов. Это блюдо можно подавать с курицей или рыбой или готовить как кашу. Также во время праздников часто используется тапиока или жемчужная маниока, обычно подается как пудинг.

## Спорт
Спорт является важной частью культуры Соломоновых островов, начиная с раннего колониального периода. Крикет, австралийский футбол, регби и скачки — одни из самых ранних видов спорта организованных на Соломоновых островах. Спорт сформировал национальную самобытность Соломоновых островов.
На Соломоновых Островах популярен регби, а национальная сборная играет в международных турнирах с 1969 года. Она принимала участие в отборочном турнире Океании на чемпионат мира по регби 2003 и 2007 годов, но не проходила квалификацию.
Национальные сборные по футболу, мини-футболу и пляжному футболу оказались одними из самых успешных в Океании. Сборная Соломоновых Островов по футболу входит в конфедерацию футбола Океании в ФИФА. В настоящее время они занимают 184-е место из 209 команд в мировом рейтинге ФИФА. В рамках кфалификации чемпионата мира 2006 они обошли Новую Зеландию, но проиграли Австралии 7—0 на выезде и 1—2 дома.
14 июня 2008 года национальная сборная Соломоновых островов по мини-футболу, которую называют Курукуру выиграла чемпионат Океании на Фиджи, чтобы квалифицироваться на чемпионат мира 2008 года, который проходил в Бразилии. «Курукуру» в настоящее время удерживает мировой рекорд по самому быстрому голу в истории матчей по мини-футболу. Он был установлен капитаном Эллиотом Рагомо, который забил Новой Каледонии спустя три секунды после начала игры в июле 2009 года. Они также, однако, держат антирекорд худшего поражения в истории чемпионатов мира по мини-футболу, когда в 2008 году они были обыграны Россией со счетом 2—31.
Команда по пляжному футболу Соломоновых Островов, которых именуют «Bilikiki Boys», является статистически самой успешной командой в Океании. На сегодняшний день они выиграли все три региональных чемпионата, и каждый раз квалифицировались на Чемпионат мира по пляжному футболу. «Bilikiki Boys» занимают четырнадцатое место в мире по состоянию на 2010 год, что выше, чем у любой другой команды из Океании.

## Фольклор
Истории и легенды Соломоновых Островов имеют культурное значение независимо от их правдоподобности.